# Vending
Vending è il termine tecnico con cui si indica la distribuzione automatica, ovvero tutta l'attività di vendita e somministrazione di prodotti alimentari e non, per mezzo di distributore automatico.

## Descrizione generale
Il settore del vending cerca di strappare parti di mercato anche alla ristorazione tradizionale (ristoranti, mense) attraverso distributori di pasti caldi pronti, sia primi che secondi piatti, queste macchine funzionano sia con prodotti surgelati sia refrigerati portati a temperatura di servizio da forni a microonde presenti all'interno del distributore.
Ultima frontiera del vending sono i negozi automatici nei quali solo attraverso distributori si effettua la vendita di molteplici prodotti, sia alimentari (pasta di semola, biscotti, latte fresco ecc.)  che di consumo (spazzolino, dentifricio, prodotti per l'igiene) come in un normale negozio. Il vantaggio fondamentale è che questi punti vendita non hanno orari o giorni di chiusura risolvendo molto spesso piccole emergenze.

## Prodotti erogati
I prodotti erogati in maggior quantità sono le bevande calde (caffè, cioccolata calda, the ecc.) e le bevande fredde (acqua minerale, bibite in lattina, succhi di frutta ecc.), negli ultimi anni si è però ampliata la gamma dei prodotti offerti e di conseguenza anche i consumi sono aumentati: oggi i distributori automatici vendono sia snack e merende confezionate che prodotti freschi (conservati in atmosfera modificata) come tramezzini, focacce, frutta fresca o succhi di frutta senza conservanti. Si erogano inoltre pasti caldi.
In tempi più recenti anche prodotti di tecnologia come accessori e smartphone vengono venduti attraverso vendig machine, all'interno di università, ospedali e temporary shop da un'azienda specializzata nel consumer electronics (ARetail).

## Tecnologie
Il settore del vending include tecnologie per i sistemi di pagamento destinati al consumatore che hanno conosciuto una certa evoluzione negli anni giungendo a soluzioni elettroniche sofisticate che si basano su circuiti a transponder. Questi specifici sistemi di pagamento per la distribuzione automatica vanno sotto la definizione di cashless.

## Vending pubblico
Il termine "vending pubblico" viene utilizzato per definire tutti quei prodotti e/o servizi erogati attraverso un impianto e/o un macchinario automatico che può offrire un servizio/prodotto all'utenza 24 ore su 24 sia in aree pubbliche o private, in locali adibiti ad uso esclusivo, oppure installati come supplemento di attività tradizionali, come ad esempio farmacie e tabaccherie.